# Pico de Midi d'Ossau
El pico de Midi d'Ossau es una cima pirenaica que se eleva 2884 m s. n. m. en el departamento francés de Pirineos Atlánticos, a muy poca distancia de la frontera con España.
Aún quedando lejos de los tresmiles de los Pirineos Centrales, su majestuosidad y sus características la hacen destacar entre las montañas más reputadas de la zona norte peninsular. Hay restos del magma de un antiguo volcán en la chimenea ya desaparecida. Destaca entre las demás montañas por su color negro y su forma piramidal, incluso en invierno, al no permitir la acumulación de nieve debido a su verticalidad.

## Descripción

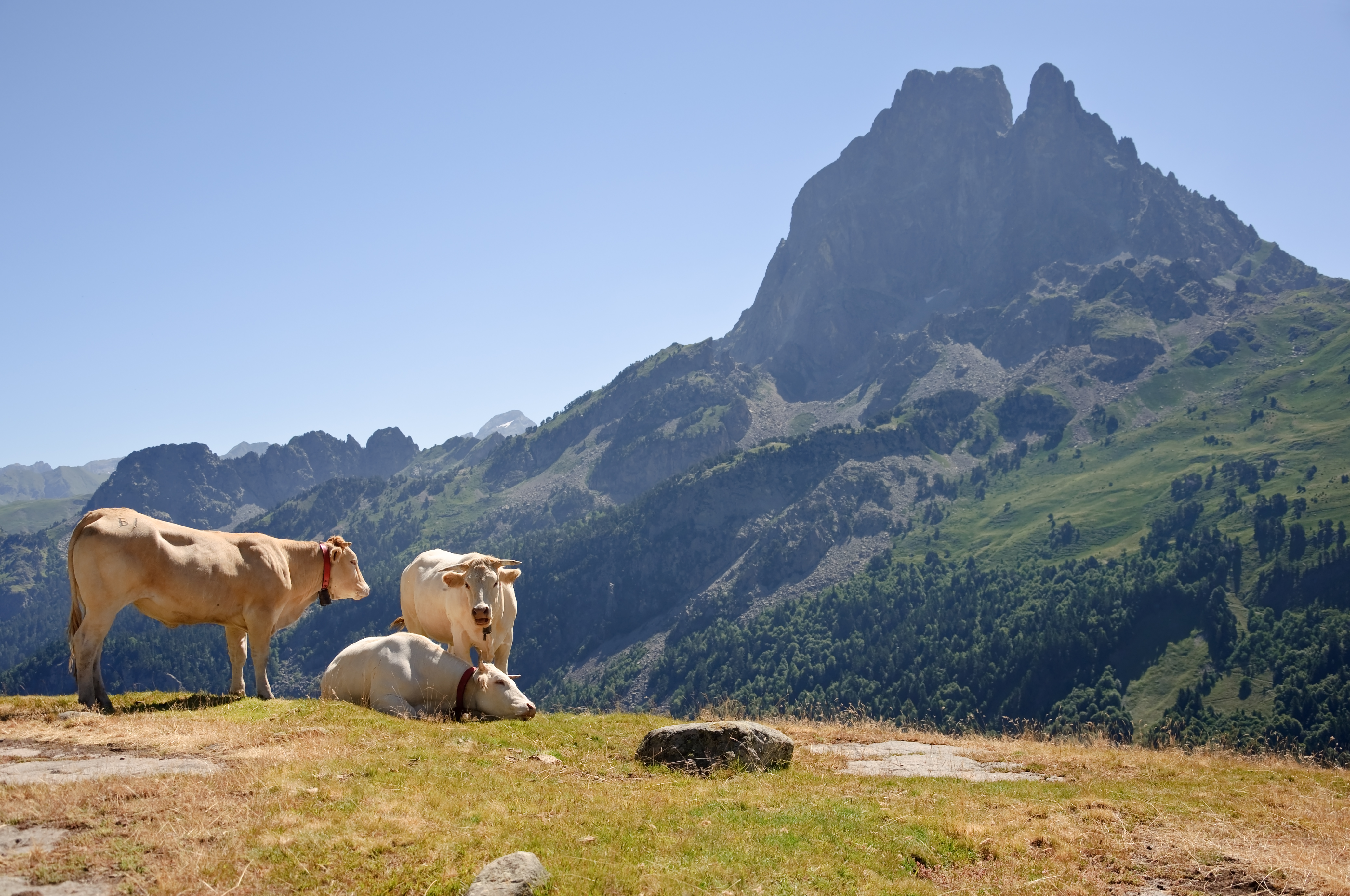
La silueta de los dos picos "gemelos" del Midi d'Ossau.

Situado al lado de la histórica ruta de comunicación transpirenaica del puerto de El Portalet, el Midi d'Ossau siempre ha destacado por su majestuosidad, alzándose, monolíticamente, entre las montañas que lo rodean.
En verdad, se trata de un antiguo estratovolcán. La mole rocosa es la lava solidificada en el interior de la chimenea del viejo volcán ya desaparecido. Una vez erosionada la montaña que componía el volcán, ha quedado a la vista el contenido de la chimenea. Esto explica su homogeneidad de material y sus verticalidades, a la vez que nos ofrece sus diferencias con los picos vecinos. Estas características hacen de esta montaña un "paraíso" para la escalada con un sinfín de vías de diferentes dificultades. La ruta de ascenso normal tiene tres pasos, que son de segundo orden, donde se recomienda pasar encordado.
A esta montaña se le llamó antiguamente Los gemelos al tener dos picos muy cercanos. La cumbre recibe el nombre de Gran Pic (2884 m s. n. m.) y a su lado está el Petit Pic de 2804 m s. n. m. de altura. Completan las puntas del Midi los picos secundarios de Punta de Aragón de 2715 m s. n. m., la Punta de Francia de 2602 m s. n. m. y punta Jean Santé de 2573 m s. n. m.
El volcán pertenece a los Pirineos, en el arco orogénico de la Europa Variscana.

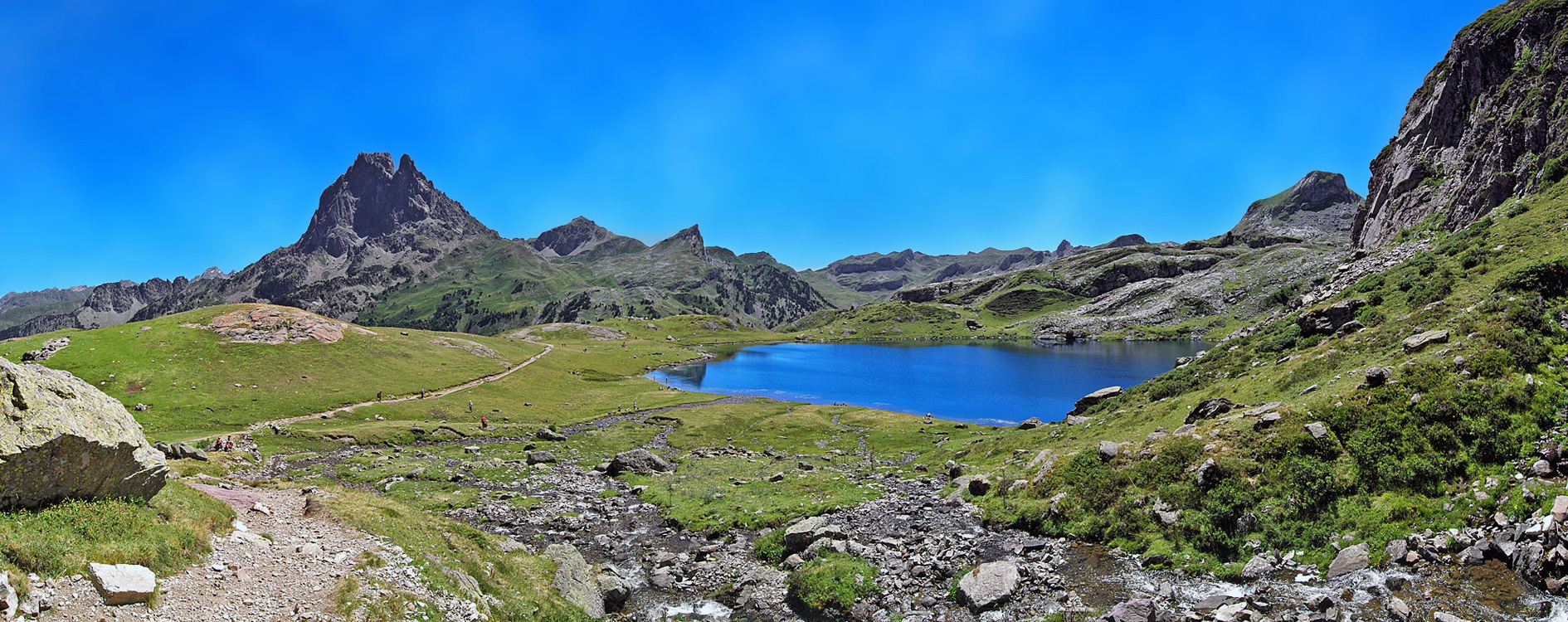
Vista panorámica del Pico desde los Lagos de Ayous.

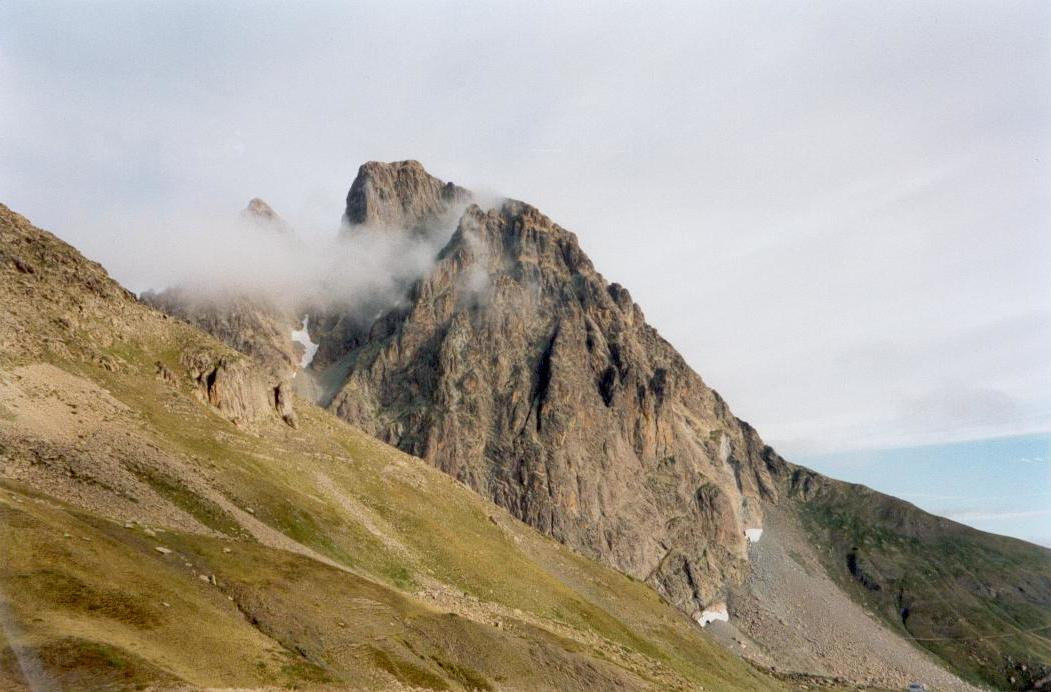
Vista desde El Portalet.

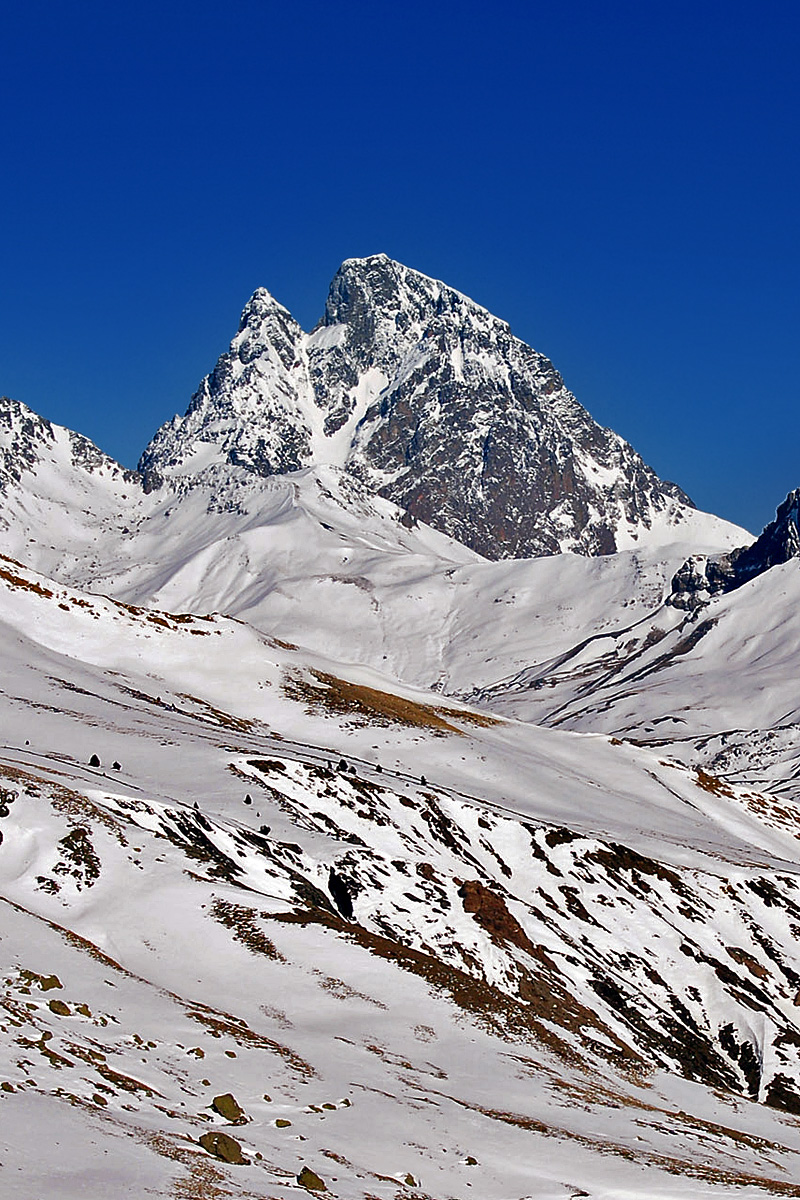
Vista desde las pistas de esquí de Formigal.

## Los intentos de conquista
Al destacar sobre sus vecinos el Midi d'Ossau ha llamado desde muy temprano la atención de los aventureros y estudiosos. Por esta razón fue una de las primeras montañas pirenaicas en ser ascendida.
Las crónicas cuentan que Cayet Palmer, Señor de la Plame, logró alcanzar la cima en 1591 aunque dicho logro entra más en el terreno de la leyenda que en el de la historia. La primera tentativa documentada, pero fracasada, se debe a Foix Candale, obispo de Aix, que organizó una ascensión, muy bien preparada pero que no logró alcanzar la cima.
En 1787 un sencillo pastor del vecino valle de Aspe logra marcar la hazaña de la conquista de la cumbre haciendo un gran montón de piedras en la cima de la montaña, montón que era visible desde abajo. Este montón de piedras hacía las veces de mojón señalizador de un vértice geodésico y había sido encargado por el geógrafo Reboul.
En 1797 Guillaume Delfau realiza una ascensión y verifica la existencia de la señal. Habría que esperar hasta 1802 para que fuera nuevamente conquistada la cima del Midi d'Ossau.
La conquista de todas las puntas del Midi d'Ossau no se realizó en una sola vez; fueron conquistadas en años diferentes. Si el Grand Pic fue coronado en 1787, sus hermanos menores lo serían en 1858 el Petit Pic, en 1907 Punta Aragón y en 1928 Punta Jean Santé.
La vía normal de ascensión fue dotada de clavijas (barras de hierro) a finales del siglo XIX en sus pasos más complicados. Estas ayudas se quitaron en la década de los 60 del siglo XX y se equiparon las vías con material más moderno para facilitar la encordada y aumentar la seguridad. Aun así son muchos los accidentes mortales que han tenido lugar en esta montaña, a la que se puede ascender por otros muchos sitios.

## Ascensos
1.er ascenso: Son muchas las vías de ascenso al Midi d'Ossau, todas ellas más o menos dificultosas. La vía normal, por Soum de Pombie y el collado Souzon, tiene tres pasos dificultosos, de grado de dificultad II, en donde se recomienda ir encordado. Las otras son todas mucho más complicadas.
- Vía normal.

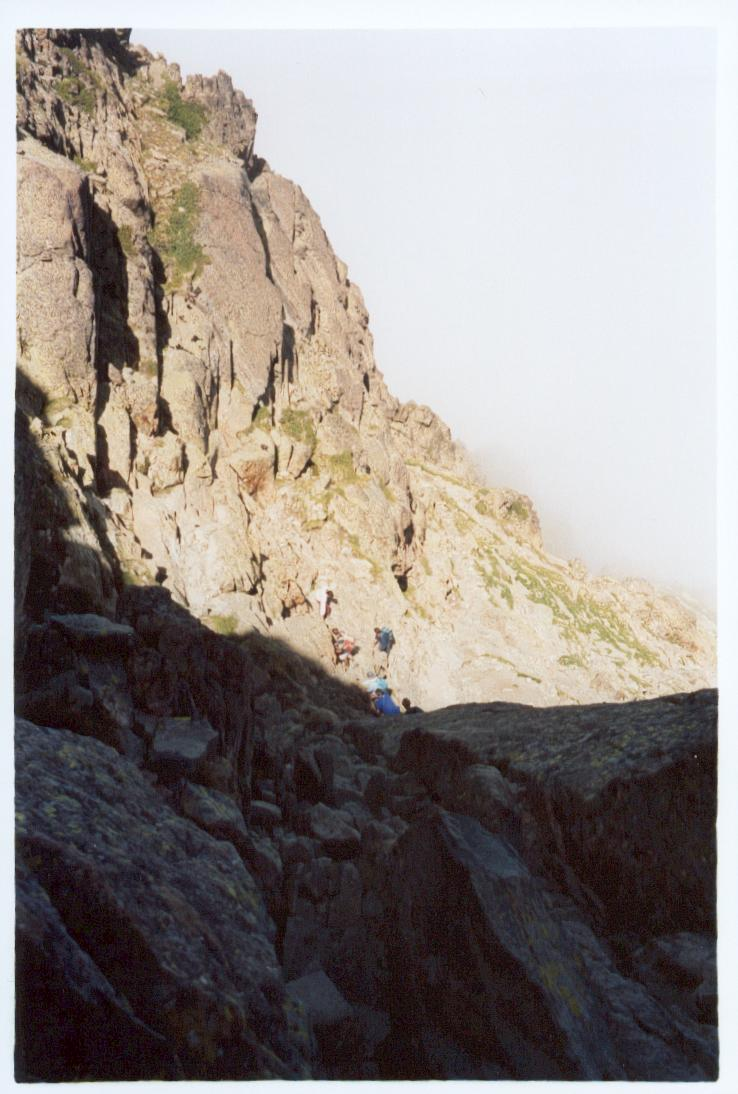
Por la primera chimenea.

Pasando por El Portalet se deja el coche en Anéou, desde donde se comienza la aproximación dirigiéndonos al Refugio de Pombie, para lo que tenemos que pasar por Col de l'ou co Col del Soum de Pombie, desde donde se ve, de manera formidable, la montaña. Desde el refugio se va en busca del collado de Souzón (que queda a 2127 m de altitud), de donde se comienza el ascenso propiamente dicho del Midi d'Ossau.
El ascenso es muy intenso; la verticalidad de la mole rocosa se hace notar. Pronto se llega a la primera chimenea donde conviene asegurarse si no se progresa con soltura, ya que los agarres son más escasos. El grado de dificultad es de II+ y tiene una longitud de unos 15 m. La segunda chimenea, de unos 30 m, es la más expuesta, pero con excelentes presas y agarres hace fácil su progresión. La tercera chimenea, la más sencilla (grado II-), se pasa sin mayor problema por su parte derecha. Las tres chimeneas están equipadas para poder rapelar en el descenso. Seguimos la intensa subida hasta la cruz metálica del paso del Portillón, ya a 2657 m s. n. m. A partir de allí, por el Rein de Pombie, a la cumbre sin ninguna dificultad. Una vez conquistado el Gran Pic se puede pasar al Petit Pic.
- Por Arista Peyreget.

Por la Arista Peyreget, a la que se llega desde el Col de Peyreget (2300 m s. n. m.), y se comienza a escalar en la parte occidental de la misma. El itinerario no es dificultoso aunque en algunos lugares está diluido y es difícil de seguir. El paso más complicado se encuentra a la llegada a la parte superior de la cresta, al pasar a una chimenea con un grado de dificultad III. De allí, rodeando hacia la derecha, se alcanza el Petit Pic y la cima.
- Corredor de la Fourche.

Es adecuada con nieve. Se sube por la horcada del corredor sur. Una vez superado Col de Peyreget se entra en una canal de gran pendiente, un 100%, que se asciende sin obstáculos hasta la Horcada de la Fourche, a 2705 m de altitud. De allí se accede al Petit Pic por un paso de dificultad IV- con muy buenas presas y de allí a la cima.
- Por la Cara Norte Clásica.

Abierta por Brulle, D'Astorg, Passet y Salles en 1896, se comienza en el collado Souzón, atravesando la brecha de Moundeils y siguiendo hacia la brecha de Autrichiens, que pasando por l'Enbarradère da paso a La Fourche con grado de dificultad III.
Tiempos de acceso: 
- Anéou (4 h).